# Подоленій-де-Жос
Подоленій-де-Жос (рум. Podolenii de Jos) — село у повіті Ясси в Румунії. Входить до складу комуни Козмешть.
Село розташоване на відстані 307 км на північний схід від Бухареста, 47 км на південний схід від Ясс.

## Населення
За даними перепису населення 2002 року у селі проживали 378 осіб, усі — румуни. Усі жителі села рідною мовою назвали румунську.